# Papilionanthe teres
Espèce
Synonymes
- Vanda teres Roxb.

Statut CITES
Papilionanthe teres est une espèce de plantes à fleurs de la famille des Orchidaceae. C'est une orchidée épiphyte de grande taille originaire de Birmanie.

## Systématique
Autrefois placé dans le genre Vanda, cette plante finalement deviendra une Papilionanthe, nouveau genre créé pour cette espèce, auquel s'est rajoutée l'espèce Papilionanthe hookeriana.

## Description
Orchidée monopodiale de grande taille, elle peut atteindre jusqu'à 2 m sous les tropiques et notamment à Singapour où elle est abondamment cultivée. Elle produit une tige unique au début de sa croissance, mais généralement de nombreuses tiges se forment à l'aisselle des feuilles. Ces dernières sont plutôt courtes, étroites et cylindriques, ce qui la différencie de la plupart des orchidées, même sans fleurs. Elle produit de nombreuses racines aériennes. La floraison a lieu en été. La hampe florale possède environ cinq fleurs, mais souvent il apparaît plusieurs hampes. Les fleurs mesurent environ 5 cm, les pétales et sépales sont rose pâle. Le labelle est replié sur les bords à la base, puis s'allonge en forme de triangle ; il est rose foncé à la base, jaune à l'intérieur et encore rose à l'extrémité.

## Culture
Culture plutôt délicate, car elle se satisfait assez mal des conditions d'un appartement. C'est seulement en serre chaude que sa culture est envisageable.
- Substrat : cette orchidée peut être cultivée sans aucun substrat, en panier suspendu. Cependant étant donné la grande taille qu'elle peut atteindre il est mieux qu'elle soit cultivée en pot, si possible en terre cuite, avec du substrat pour bien la maintenir. Le substrat doit être très poreux : un mélange d'écorces de pin et de charbon de bois de gros calibre (4-5 cm) convient parfaitement, avec des tessons de poteries au fond du pot pour améliorer le drainage.
- Température : c'est une orchidée "chaude" supportant sans problème plus de 30 °C. Il lui faut environ 25-28 °Cla journée. La nuit la température ne doit pas descendre en dessous de 15-16 °C.
- Exposition : c'est l'une des rares orchidées poussant en plein soleil. Elle a besoin de cette exposition pour bien se développer et fleurir. À Singapour elle est cultivée en extérieur et en plein soleil sans aucun ombrage.
- Humidité : étant donné l'exposition très lumineuse elle doit être régulièrement humidifiée. Il faut l'arroser au moins une fois par semaine, voire plus. Le substrat doit toujours être un peu humide. Elle apprécie notamment d'être régulièrement vaporisée.
- Fertilisation : elle a besoin d'être fertilisée abondamment, une fois par semaine environ, notamment au printemps et en été, une fois tous les 15 jours en hiver est préférable. Cependant la croissance est plutôt ininterrompue durant l'année, donc il est possible, surtout sous climat tropical, de fertiliser à chaque arrosage.

## Horticulture
Du fait de sa grande résistance, de sa croissance vigoureuse et de la beauté de sa floraison cette orchidée a été utilisée pour de nombreux hybrides de grande taille. La Papilionanthe Miss Joaquim, fleur emblématique de Singapour, en est certainement l'hybride le plus connu.